# Arsène Poncey
 (février 2025).
Arsène Poncey, né le 27 janvier 1894 à Passy (Haute-Savoie) et mort le 11 mars 1944 à Mauthausen, est un policier et résistant français.

## Biographie
Il est le chef du groupe groupe Valmy de l'« Armée Volontaire » de la police parisienne.
Il est arrêté le 12 mars 1943, puis envoyé le 20 septembre 1943 à Neue Bremm sous l'étiquette Nacht und Nebel (Nuit et brouillard). Matricule 37803, il meurt à Mauthausen le 11 mars 1944.

## Distinctions
Arsène Poncey est récipiendaire, à titre posthume, des décorations suivantes :
- Chevalier de la Légion d'honneur ;
- Croix de guerre 1939–1945 avec la citation à l’ordre de la Nation suivante : « Brigadier à la Préfecture de police, gradé d’élite et l’un des principaux animateurs de la Résistance de la préfecture de police qui avait toujours fait preuve dans l’exercice de ses fonctions d’un sens élevé du devoir. Arrêté et déporté en Allemagne, est mort en captivité » ;
- Médaille de la Résistance française (décret du 24 octobre 1946)[1].